# Sammy Neyrinck
Sammy Neyrinck (Kortrijk, 18 juli 1976) is een Belgisch sportverslaggever en journalist voor Sporza.

## Carrière
Neyrinck studeerde in 1998 af als Bachelor in de Journalistiek aan de Hogeschool West-Vlaanderen (Howest) in Kortrijk. Tijdens zijn studies werkte hij voor regionale redacties en vrije radio. De artikels die hij schreef voor redacties diende hij in als taken. Neyrinck deed ook nog stage bij WTV.
De journalist begon zijn carrière op tv-sportredactie van de VRT net na de eeuwwisseling. Eerst als losse medewerker, om eind 2000 als vaste medewerker in dienst te worden genomen. Hij is gespecialiseerd in voetbal, wielrennen, Formule 1 en volleybal en is binnen de sportwereld gewaardeerd vanwege zijn achtergrondreportages bij onder andere Sportweekend, Vive le vélo en Extra Time. Daarnaast doet Neyrinck ook live-verslaggeving bij Formule 1-races en volleybalwedstrijden.
In 2015 werd hij gastlector aan de Howest in het keuzetraject "sportjournalistiek".
Eind 2020 presenteerde Neyrinck een vierdelige documentairereeks over het 60-jarige bestaan van het televisieprogramma Sportweekend op Eén. In 60 Jaar Sportweekend werd teruggeblikt op meer dan een halve eeuw sportverslaggeving samen met huidige en voormalige sportverslaggevers van het programma.
Neyrinck is gehuwd en heeft twee dochters.